# Lithobates chiricahuensis
Lithobates chiricahuensis es una especie de anfibio anuro de la familia Ranidae.

## Distribución geográfica
Esta especie habita entre los 1000 y 2710 m de altitud:
- en Arizona y Nuevo México en los Estados Unidos;
- en Sonora en Chihuahua, Durango, Zacatecas, Aguascalientes, Jalisco y San Luis Potosí en México.

## Etimología
Su nombre de especie, compuesto por chiricahu y el sufijo latín -ensis, significa "que vive en, que habita", y le fue dado en referencia al lugar de su descubrimiento, la Sierra de Chiricahua.

## Publicación original
- Platz & Mecham, 1979 : Rana chiricahuensis, a new species of leopard frog (Rana pipiens complex) from Arizona. Copeia, vol. 1979, n.º 3, p. 383-390.[4]